# Robert Michels
Robert Michels (Keulen, 9 januari 1876 - Rome, 3 mei 1936) was een Duits-Italiaans socioloog.
Michels schreef over het politieke gedrag van intellectuele elites, en is het best bekend om zijn boek Zur Soziologie des Parteiwesens in der modernen Demokratie. Untersuchungen über die oligarchischen Tendenzen des Gruppenlebens, dat een beschrijving omvat van de ijzeren wet van de oligarchie. Hij was een student van Max Weber; aanvankelijk was hij een aanhanger van het socialisme, maar later bewoog hij zich in de richting van het Italiaanse fascisme.

## Biografie
Michels stamde uit een welvarende koopmansfamilie uit Keulen en studeerde in Parijs, München, Leipzig, Halle en Turijn geschiedenis en economie. In 1900 promoveerde hij en trouwde hij. In 1901 werd hij lid van de Partito Socialista Italiano (PSI) in Italië. Ook in Duitsland was hij actief voor de SPD. Wegens zijn socialistische activiteiten kreeg hij in Duitsland geen gelegenheid voor zijn habilitatie. Max Weber zette zich voor hem in, maar zonder resultaat.
In 1907 verliet Michels Duitsland en werd privédocent in Turijn. Ongeveer in dezelfde tijd keerde hij het socialisme de rug toe en ging hij ijveren voor het revolutionaire syndicalisme. In 1913 werd Michels Italiaans staatsburger. In 1914 kreeg hij een post als professor voor economie en statistiek aan de universiteit van Bazel. Hij stond vervolgens in nauw contact met Vilfredo Pareto.
In 1923 trad Michels toe tot de fascistische partij van Benito Mussolini. Gedurende zijn verdere leven zou hij bewondering koesteren voor Mussolini, die net als hij uit de syndicalistische hoek van het socialisme kwam. Hij beschouwde het fascisme als een goede middenweg tussen de uitersten van liberaal-kapitalisme en revolutionair socialisme. Mussolini zorgde ervoor dat er in 1928 speciaal voor hem een leerstoel voor "Staatshuishouding en corporatisme" aan de universiteit van Perugia werd opgericht. Michels zou daar de fascistische economische theorie, die van het corporatisme, verder ontwikkelen. 
In 1936 stierf Michels op 60-jarige leeftijd in Rome.
Zijn huidige bekendheid is te danken aan de "ijzeren wet van de oligarchie".

## Werken
Michels heeft meer dan 200 publicaties geschreven. De belangrijkste daarvan zijn:
- Storia del marxismo in Italia. Compendio critico con annessa bibliografia, Rome, 1910
- Zur Soziologie des Parteiwesens in der modernen Demokratie. Untersuchungen über die oligarchischen Tendenzen des Gruppenlebens, Leipzig 1911, heute als Kröner-Taschenbuch ISBN 3-520-25004-7
- Sozialismus und Fascismus als politische Strömungen in Italien. Historische Studien München, 1925
- Der Patriotismus. Prolegomena zu seiner soziologischen Analyse, München - Leipzig, 1929
- Das psychologische Moment im Welthandel, Leipzig, 1931
- Umschichtungen in den herrschenden Klassen nach dem Kriege Stuttgart, 1934

- Bibsys: 90069545
- Biblioteca Nacional de España: XX1031459
- Bibliothèque nationale de France: cb12173971s (data)
- CiNii: DA00682953
- Gemeinsame Normdatei: 118733737
- Historisch woordenboek van Zwitserland: 042740
- International Standard Name Identifier: 0000 0001 0888 0098
- Library of Congress Control Number: n50036641
- Nationale Bibliotheek van Letland: 000043791
- Bibliotheek van het Japanse parlement: 00449964
- Nationale Bibliotheek van Tsjechië: skuk0000873
- Nationale bibliotheek van Australië: 35350211
- Nationale Bibliotheek van Israël: 987007265469505171
- Nationale Bibliotheek van Polen: a0000001851773
- Nationale en Universitaire bibliotheek Zagreb: 000025461
- Nederlandse Thesaurus van Auteursnamen: 069133484
- Istituto Centrale per il Catalogo Unico: CFIV018696
- LIBRIS: 231876
- SNAC: w62q0njq
- Système universitaire de documentation: 027543927
- Trove: 921503
- Virtual International Authority File: 36959320
- WorldCat: E39PBJfRyyWM7MTp9bwHJFTrbd